# Nad kostelíčkem
Nad kostelíčkem je přírodní památka poblíž města Hranice v okrese Přerov. Chráněné území spravuje Krajský úřad Olomouckého kraje. Důvodem ochrany je ochrana květeny, zvířeny a krasových jevů.

## Fotogalerie

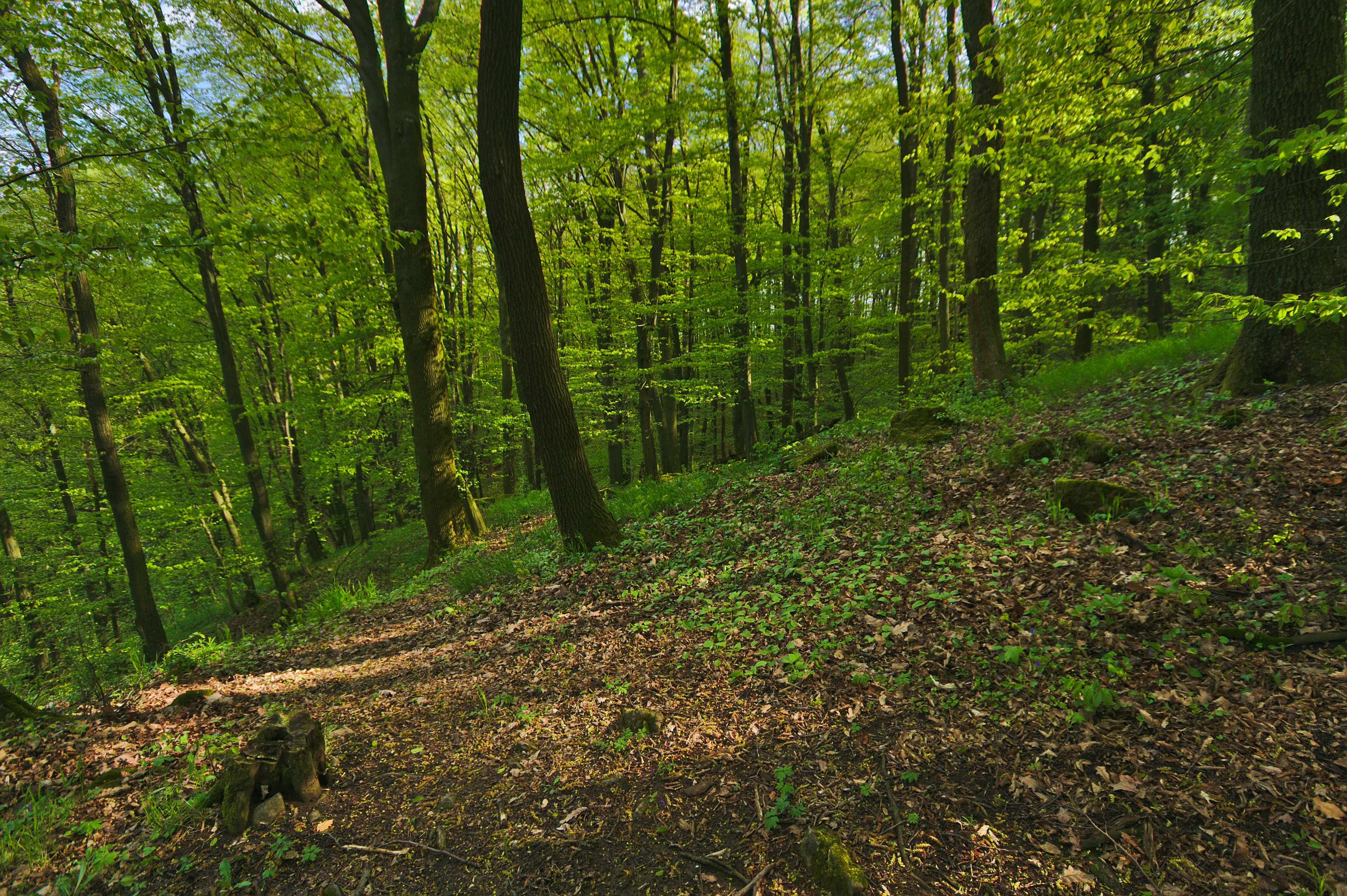
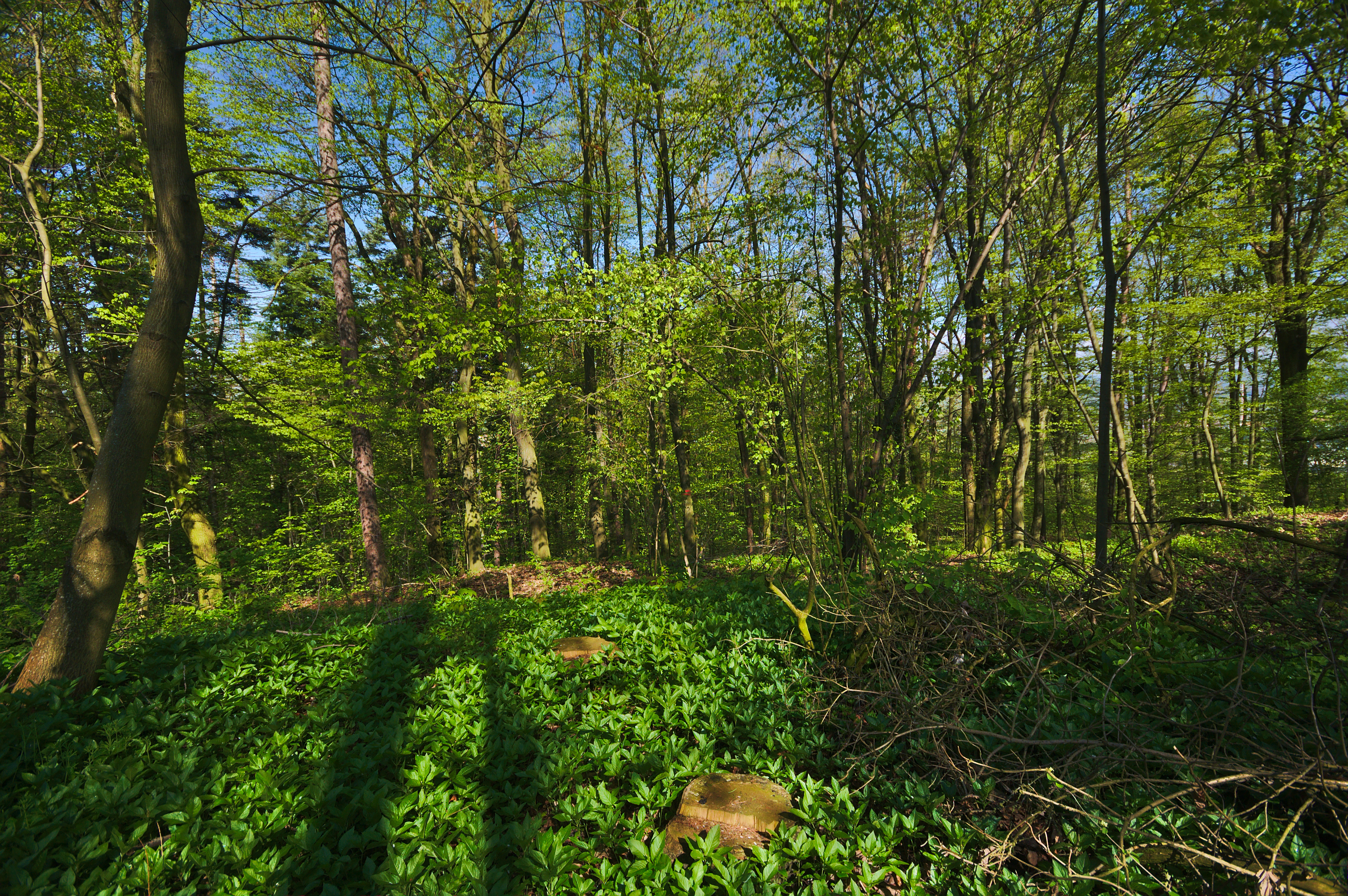
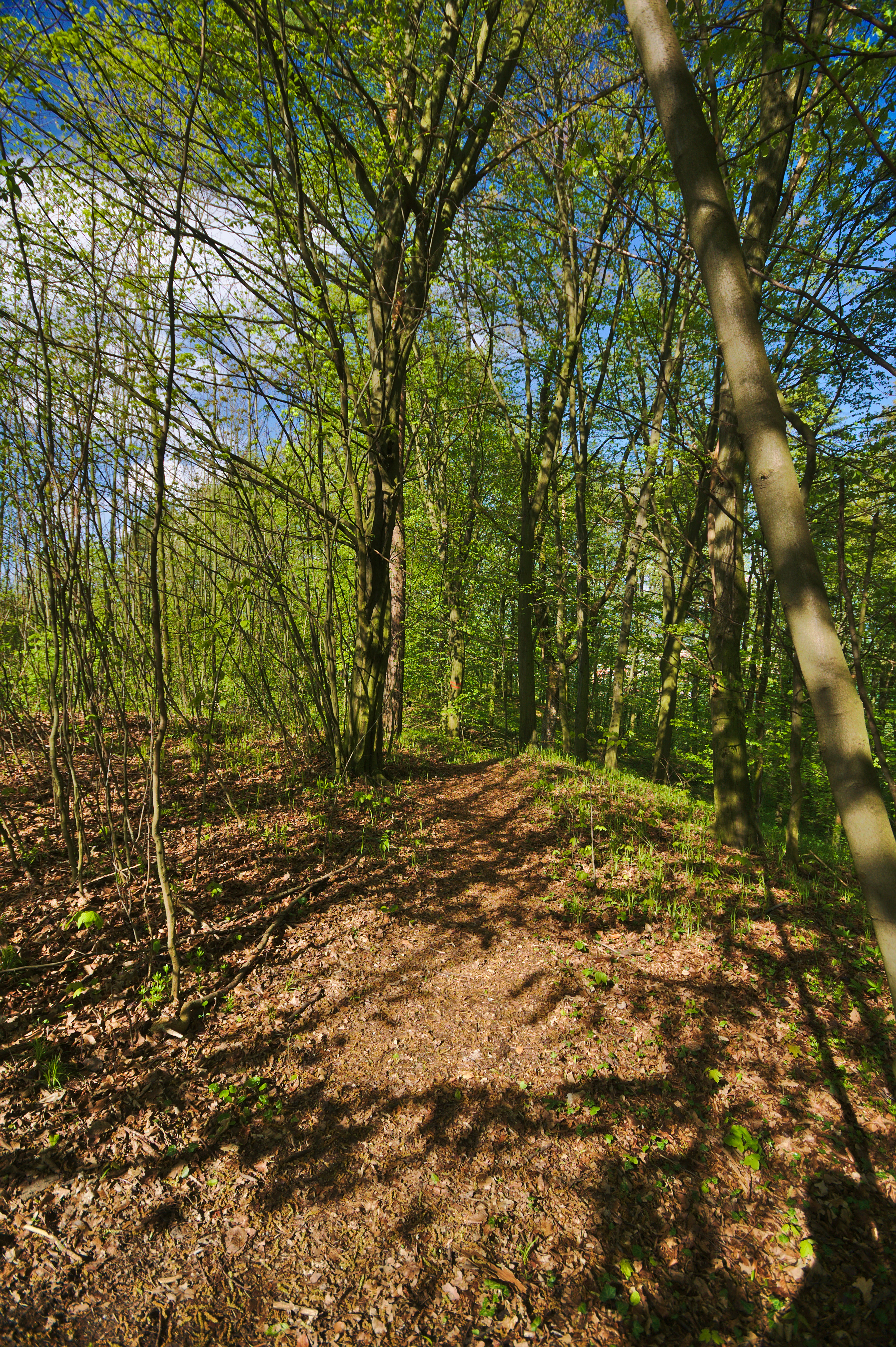
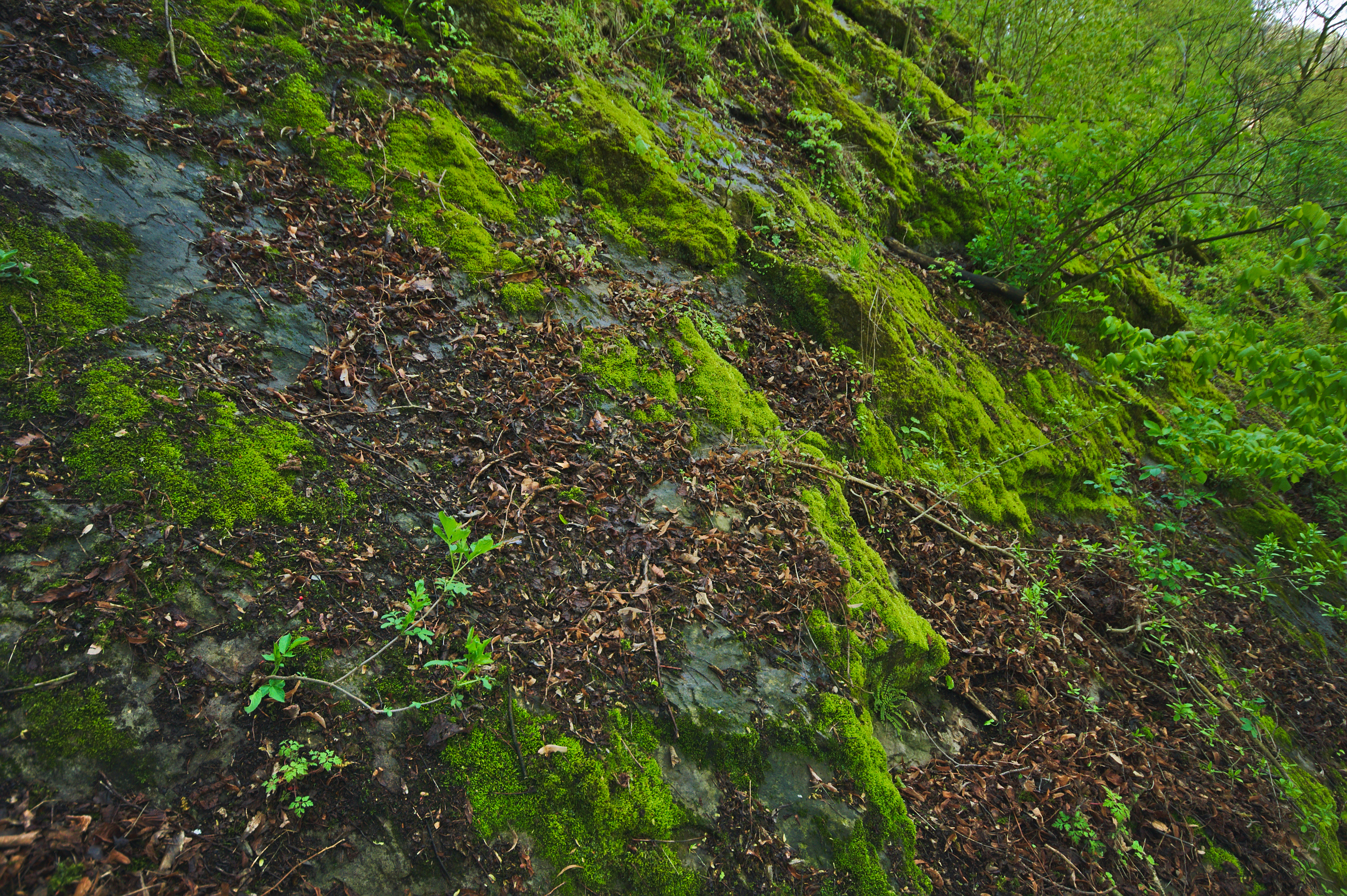